# Elektrotechnická
Elektrotechnická, a. s., dříve Kolben a spol. war ein österreichisch-ungarischer Hersteller von Automobilen aus Prag.

## Unternehmensgeschichte
Das Unternehmen aus Prag-Vysočany begann 1900 mit der Produktion von Automobilen. Der Markenname lautete Elektrotechnická. 1901 wurde die Produktion vorübergehend eingestellt und 1907 noch einmal aufgenommen.

## Fahrzeuge
Bei den Fahrzeugen handelte es sich zunächst um Elektroautos. Im Angebot standen sowohl Personenkraftwagen als auch Lieferwagen.
Vom ersten Typen entstanden zwischen 1900 und 1901 mindestens zwei Exemplare, die für 5200 Kronen angeboten wurden. Die Fahrgestelle kamen von der Nesselsdorfer Wagenbau-Fabriks-Gesellschaft und entsprachen dem Nesselsdorf A. Die offene Karosserie bot Platz für vier Personen. Zwei Elektromotoren, die von Emil Kolben entwickelt wurden, leisteten jeweils 2,2 KW und trieben die Hinterachse an. Das Leergewicht betrug inklusive Batterien mehr als 2000 kg. Die Höchstgeschwindigkeit war mit 20 km/h angegeben.
Das Modell von 1907 verfügte über einen Zweizylindermotor aus eigener Entwicklung, der 7 PS leistete. Der Motor war vorne im Fahrzeug montiert und trieb über eine Kardanwelle die Hinterachse an, die über ein Differential verfügte. Bei einem Radstand von 232 cm und einer Spurbreite von 128,5 cm vorne bzw. 132,5 cm hinten betrug die Fahrzeuglänge 360 cm, die Fahrzeugbreite 164 cm und die Fahrzeughöhe mit Verdeck 228 cm. Das Leergewicht war mit 1025 kg angegeben. Die Karosserie bot Platz für vier Personen.